# Fitatsia hypsipylae
Fitatsia hypsipylae là một loài tò vò trong họ Ichneumonidae.